# Albert Leonard Oldman
Albert Leonard Oldman (1883 – 1961) fue un boxeador británico. Obtuvo una medalla de oro en la categoría de peso pesado durante los Juegos Olímpicos de Londres 1908. Disputó dos peleas, ambas ganadas por nocaut en el primer asalto. En el combate decisivo enfrentó a Sydney Charles H. Evans quien se encontraba lesionado de un hombro. Oldman era de profesión policía.